# First Vienna FC 1894
First Vienna FC 1894 – austriacki klub piłkarski z siedzibą w Wiedniu.

## Osiągnięcia
- Mistrz Austrii: 1931, 1933, 1942, 1943, 1944, 1955
- Puchar Austrii: 1929, 1930, 1937
- Puchar Niemiec: 1943
- Puchar Mitropa: 1931

## Historia
Jest najstarszym austriackim klubem piłkarskim. Powstał 22 sierpnia 1894 pod angielską, obowiązującą do dziś, nazwą. Pierwszy mecz rozegrał 15 listopada tego samego roku. Największe sukcesy zaczął odnosić pod koniec lat 20. W 1929 i 1930 triumfował w Pucharze Austrii, a w 1931 sięgnął po pierwszy tytuł mistrza Austrii. W tym samym roku zwyciężył w prestiżowym wówczas Pucharze Mitropa.
Następna dekada była najlepsza w historii klubu. First Vienna regularnie zdobywała tytuły mistrza Austrii, a w 1943 wywalczyła Puchar Niemiec w ostatniej edycji rozgrywanej przed przerwą spowodowaną wojną. Szósty, ostatni tytuł mistrza Austrii First Vienna zdobyła w 1955. W skład zespołu wchodzili wówczas m.in. brązowi medaliści MŚ 54 Karl Koller i Kurt Schmied.

## Historia herbu

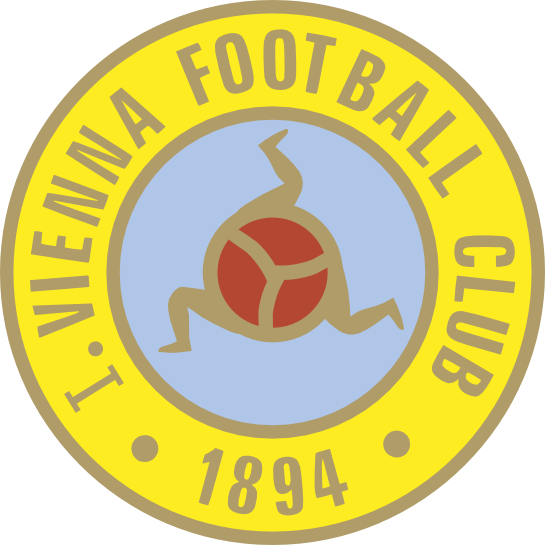
Stare logo
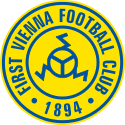
2000-2003

## Europejskie puchary
Legenda do wszystkich tabel:
- Q – runda eliminacyjna, 1/16, 1/8, 1/4, 1/2 – odpowiednia faza rozgrywek, Grupa – runda grupowa, 1r gr – pierwsza runda grupowa, 2r gr – druga runda grupowa, F – finał, R – runda, PO – play-off
- k. – rzuty karne, los. – losowanie, Dogr. – dogrywka, w. – zasada bramek strzelonych na wyjeździe

| Sezon   | Rozgrywki   | Runda | Przeciwnik     | Dom | Wyjazd | Ogólnie |
| ------- | ----------- | ----- | -------------- | --- | ------ | ------- |
| 1988/89 | Puchar UEFA | 1R    | Ikast FS       | 1–0 | 1–2    | 2–2, w. |
| 1988/89 | Puchar UEFA | 2R    | TPS Turku      | 2–1 | 0–1    | 2–2, w. |
| 1989/90 | Puchar UEFA | 1R    | Valletta       | 3–0 | 4–1    | 7–1     |
| 1989/90 | Puchar UEFA | 2R    | Olympiakos SFP | 2–2 | 1–1    | 3–3, w. |